# Linnaemya obscurellina
Linnaemya obscurellina là một loài ruồi trong họ Tachinidae.